# Tamron

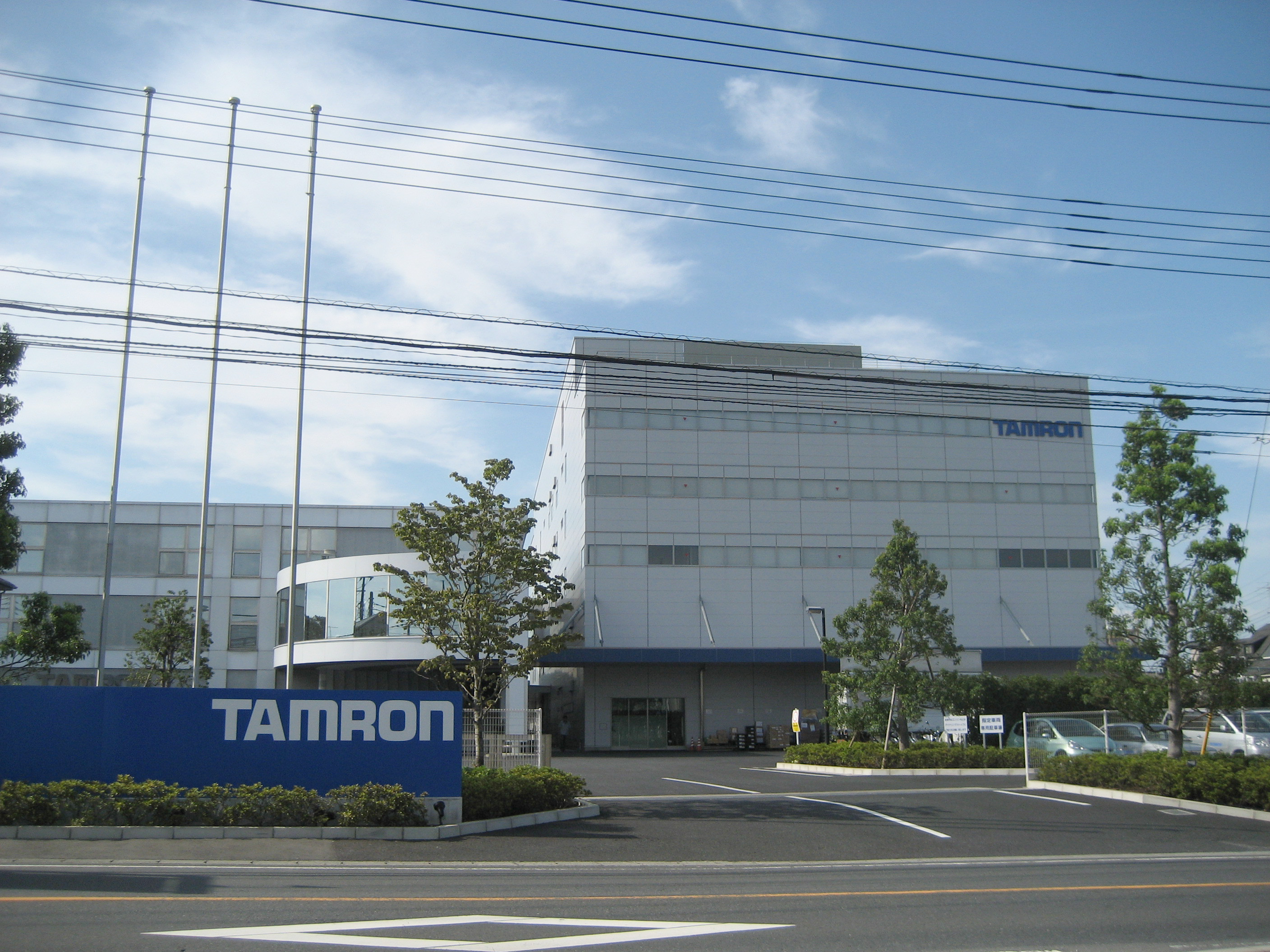
Tamron-Stammsitz in Saitama

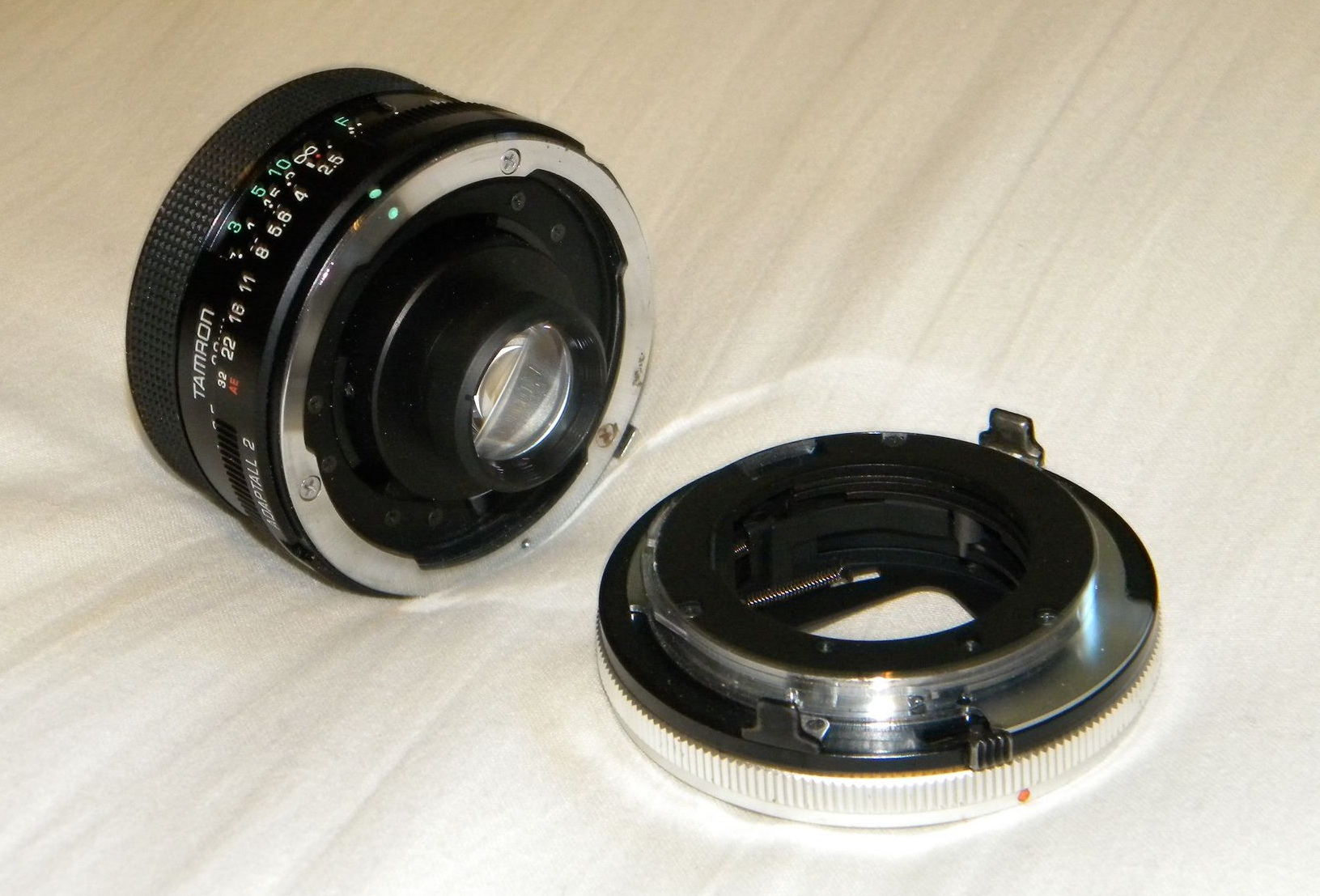
Adaptall-Weitwinkel-Objektiv

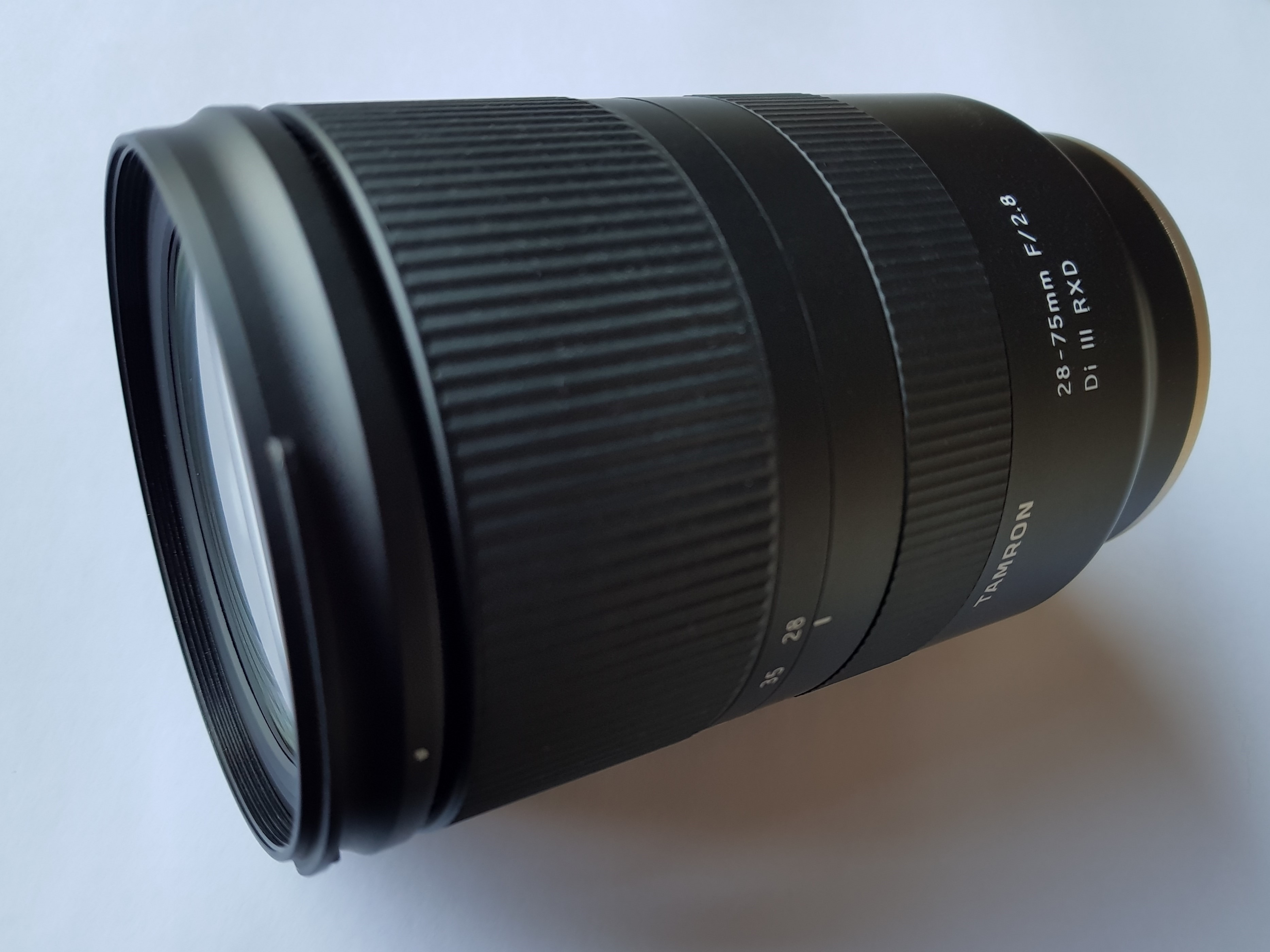
Tamron Objektiv 28-75 mm F/2.8 Di III RXD von 2018

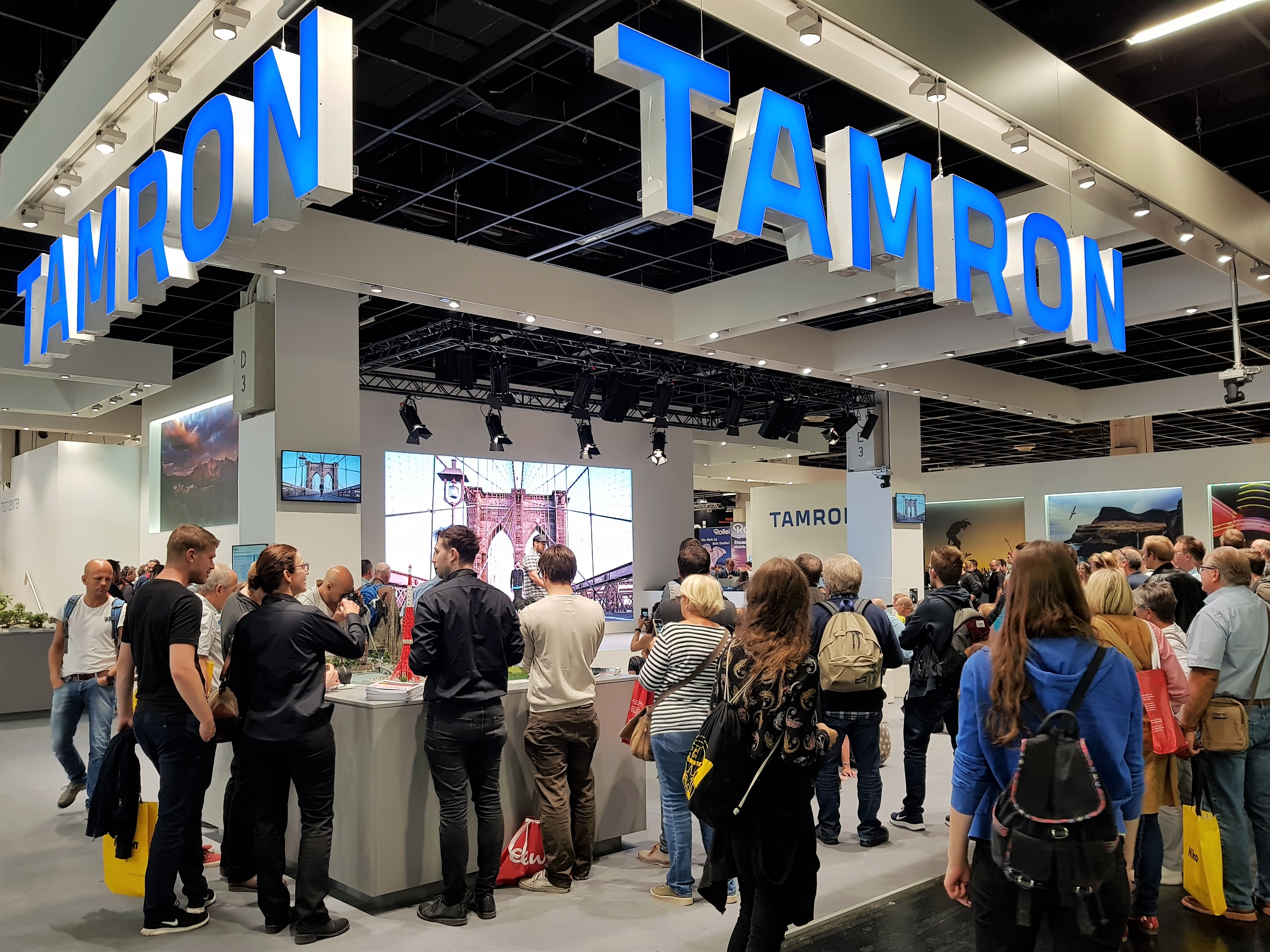
Messestand von Tamron auf der photokina 2018 in Köln

Tamron (jap. 株式会社タムロン, Kabushiki gaisha Tamuron, engl. Tamron Co., Ltd.) ist ein japanischer Hersteller von Kameraobjektiven, optischen Komponenten und Optiken für die industrielle Nutzung. Das 1950 gegründete Unternehmen trug immer wieder zur fototechnischen Entwicklung bei und führte u. a. den ersten Anschluss für Wechselobjektive an Spiegelreflexkameras ein.
Im Geschäftsjahr 2023 erzielten 4.604 Beschäftigte (2022: 4.448) einen Umsatz von 71,426 Milliarden Yen (2022: 63,445 Milliarden). Die Aktien des Unternehmens werden an der Tokioter Börse notiert. Mit einer Beteiligung von 14,80 Prozent ist Sony der größte Anteilseigner von Tamron.

## Geschichte
Tamron wurde 1950 von Takeyuki Arai gegründet. Der Firmenname bezieht sich auf Uhyoue Tamura, einen Designer von optischen Komponenten.
1957 präsentierte Tamron mit dem T2-Anschluss das weltweit erste System für die Verwendung von Wechselobjektiven für Spiegelreflexkameras. 1985 wurde Fotovix vorgestellt, ein Gerät zum Kopieren von Dias und Negativen auf Videoband. In dieser Zeit stellte Tamron auch die Adaptall-Objektive her, mit deren Anschlusssystem es möglich ist, ein Objektiv an Kameras verschiedener Hersteller einzusetzen. 1992 kam erstmals ein besonders kompaktes Superzoomobjektiv von Tamron mit 28–200 mm Brennweite auf den Markt. 1995 wurde der Kamerahersteller Bronica übernommen. Im Jahr 2000 kam mit der RF 645 eine Rollfilmsucherkamera für das Format 6x4,5 mit eigenen Wechselobjektiven heraus. Im Herbst 2005 wurde die Produktion der letzten Bronica-Kamera aufgrund des raschen Wandels zur Digitalfotografie eingestellt, wobei der Service noch sieben Jahre aufrechterhalten wurde.

### Ab 2005 (Digitalfotografie)
Tamron unterstützte Micro Four Thirds und bot für diesen Standard zwischen 2013 und 2021 das Zoomobjektiv 14–150 mm F/3.5-5.8 Di III an.
Seit 2018 entwickelt, produziert und vertreibt Tamron auch Objektive mit Festbrennweiten und Zoomobjektive für das E-Bajonett von Sony. Als erstes Wechselobjektiv für spiegellose Alpha-Systemkameras mit Vollformatsensor erschien das 28–75 mm F/2.8 Di III RXD. Das lichtstarke Standardzoom mit Autofokus brachte Tamron im Sommer 2018 auf den Markt. Die Tamron-Objektive für Kameragehäuse mit E-Mount-Anschluss weisen alle einen identischen Filterdurchmesser von 67 mm auf. Im Sommer 2020 stellte Tamron mit dem 28–200 mm F/2.8–5.6 Di III RXD das erste lichtstarke Superzoom vor.
Im Frühjahr 2021 wurde das lichtstarke Zoomobjektiv 17–70 mm F/2.8 Di III-A VC RXD mit universeller Brennweite für spiegellose APS-C-Kameras von Sony auf den Markt gebracht. Außerdem brachte Tamron das neue Supertele-Zoomobjektiv 150–500 mm F/5–6.7 Di III VC VXD für Sony E-Mount heraus. Das Filtergewinde beträgt 82 mm. Mit dem 70–300 mm F/4.5–6.3 Di III RXD wurde zugleich ein leichtes und günstiges Zoomobjektiv angeboten.

## Tamron in Deutschland
Die deutsche Niederlassung wurde 1982 gegründet und ist heute als Europazentrale in Köln ansässig. Tamron ist Mitglied im Photoindustrie-Verband (PIV). Außerdem unterstützt Tamron die Blende, Europas größten Wettbewerb für Amateurfotografie.

## Produktion
Die japanischen Produktionsstätten befinden sich in Hirosaki (Objektivproduktion), im Stadtteil Namioka von Aomori (Linsenproduktion) und in Ōwani (Einspritzformenwerk). Im chinesischen Foshan betreibt Tamron mit der Optical Foshan Co. Ltd. eine komplette Produktionslinie für die Linsen- und Objektivproduktion sowie Einspritzformung.

## Produkte

### Wechselobjektive
Tamron fertigt Objektive an, die mit Fotokameras der Hersteller Canon, Nikon, Sony und Fujifilm verwendet werden können (früher außerdem Olympus, Panasonic und Pentax). Es werden sowohl Objektive mit festen Brennweiten als auch Zoomobjektive mit variablen Brennweiten hergestellt. 
Tamron unterteilt seine Wechselobjektive in vier Klassen. Digitally integrated (Di) ist für digitale Spiegelreflexkameras (DSLR) mit Vollformat- und APS-C-Sensor gedacht. Di II richtet sich an Besitzer von DSLR-Kameras mit APS-C-Sensor. Di III-Objektive werden für spiegellose Systemkameras wie die Sony A7 mit Vollformatsensor entwickelt. Di III-A-Wechselobjektive können mit spiegellosen Systemkameras wie Sony Alpha 6600 oder Fujifilm X-T4 mit APS-C-Sensor verwendet werden. Mit Hilfe eines Adapters können ältere DSLR-Objektive auch an neue Kameramodelle wie Canon EOS R, Canon EOS RP, Nikon Z6 und Nikon Z7 angeschlossen werden. Die aktuellen Tamron-Objektive sind mit einem USB-C-Port ausgestattet, über welchen das Objektiv mit dem Computer verbunden werden kann. In Kombination mit der kostenlosen Software Tamron Lens Utility (TLU) können die Objektive aktualisiert oder individuell konfiguriert werden. Die Wechselobjektive von Tamron wurden vielfach ausgezeichnet mit Preisen der European Imaging and Sound Association und der Technical Image Press Association.
Eine Auswahl von Modellen aus dem Lieferprogramm von Tamron im Oktober 2024:
| Spiegellose Systemkameras Sensortyp: Vollformat und APS-C Marken: Fujifilm X, Nikon Z, Sony E                                                                       | Spiegellose Systemkameras Sensortyp: APS-C Marken: Fujifilm X, Nikon Z, Sony E                       | Digitale Spiegelreflexkameras Sensortyp: Vollformat und APS-C Marken: Canon DSLR, Nikon DSLR                                                               |
| --- | --- | --- |
| - 90 mm F/2.8 Di III MACRO VXD - 28–75 mm F/2.8 Di III VXD G2 - 35–150 mm F/2–2.8 Di III VXD - 50–400 mm F/4.5–6.3 Di III VC VXD - 150–500 mm F/5–6.7 Di III VC VXD | - 11–20 mm F/2.8 Di III-A RXD - 17–70 mm F/2.8 Di III-A VC RXD - 18–300 mm F/3.5–6.3 Di III-A VC VXD | - SP 35 mm F/1.4 Di USD - SP 45 mm F/1.8 Di VC USD - SP 24–70 mm F/2.8 Di VC USD G2 - SP 70–200 mm F/2.8 Di VC USD G2 - SP 150–600 mm F/5–6.3 Di VC USD G2 |

Erklärung der Abkürzungen:
- OSD: Optimized Silent Drive = leiser Autofokus-Motor
- RXD: Rapid eXtra-silent Drive = leiser Autofokus-Motor
- SP: Superior Performance = hochwertige Baureihe
- USD: Ultrasonic Silent Drive = Ultraschall-Autofokus-Motor
- VC: Vibration Compensation = optischer Bildstabilisator
- VXD: Voice-coil eXtreme-torque Drive = Linear-Autofokus-Motor[23]

### Objektive für die Industrie
Tamron stellt verschiedene optische Komponenten her, die in den Bereichen Industrie, Mobilität, Sicherheit und Gesundheit eingesetzt werden. Tamron produziert Objektive für Digitalkameras, Videokameras, langwellige Infrarotkameras und Kameramodule. Außerdem werden Objektive für die Automobilbranche gefertigt. Mit Objektiven für die maschinelle Bildverarbeitung wird in industriellen Anlagen beispielsweise die automatische Abfüllung von Getränken kontrolliert. Für die Sicherheitsbranche werden motorisierte Zoom-Objektive, Objektive mit unterschiedlichen Brennweiten und Fischaugenobjektive für Überwachungskameras hergestellt. Diese Videosysteme nennt man auch Closed Circuit Television (CCTV). Tamron entwickelt für die medizinische Diagnostik Linsen für die Nahinfrarot- und Fluoreszenz-Endoskopie.

### Optische Geräte
Tamron produziert hochpräzise Geräte wie asphärische und sphärische Linsenelemente, spezielle Prismen und Dünnfilm-Beschichtungsprodukte. Mit Testplatten von Tamron kann man die Qualität von Linsenoberflächen überprüfen.